# Ensordiment
S'anomena ensordiment al fenomen fonètic contrari a la sonorització, pel qual un so sonor (en el qual vibren les cordes vocals) es torna sord, per l'acció del so o dels sons contigus.

## Ensordiment en català
En català sol passar:
- Dins d'una paraula, quan una oclusiva sonora o una fricativa sonora van seguides d'una consonant sorda. Exemples: absolució (la b sona [p] sorda).
- Per a totes les oclusives a final de paraula, quan no van seguides d'una paraula començant per una consonant sonora. Exemples: Exemples: "fred" (la d sona [t] sorda); però "fred glacial" (la d sona [d] sonora). També quan van seguides d'una paraula començant per una vocal. Exemples: "fred àrtic" (la d sona [t] sorda).
- Per a totes fricatives a final de paraula quan no van seguides d'una paraula començant per una consonant sonora o una vocal. Exemples: "la mosca brunz tot el dia" (la z sona [s] sorda); però "la mosca brunz mentre dormo" (la z sona [z] sonora). En els dialectes baleàrics es donen més casos, com "arxiv tots els fitxers" (la v sona [f] sorda); però "arxiv els fitxers" (la v sona [v] sonora).